# NGC 3952
NGC 3952 est une galaxie spirale magellanique située dans la constellation de la Vierge. NGC 3952 a été découverte par l'astronome germano-britannique William Herschel en 1787. Cette galaxie a aussi été observée par l'astronome américain Lewis Swift le 23 mars 1895 et elle a été inscrite à l'Index Catalogue sous la cote IC 2972.

## Caractéristiques
La classe de luminosité de NGC 3952 est V-VI et elle présente une large raie HI. Elle renferme également des régions d'hydrogène ionisé.

### Distance
Sa vitesse par rapport au fond diffus cosmologique est de 1 941 ± 26 km/s, ce qui correspond à une distance de Hubble de 28,6 ± 2,0 Mpc (∼93,3 millions d'al).
À ce jour, une mesure non basée sur le décalage vers le rouge (redshift) donne une distance d'environ 27,000 Mpc (∼88,1 millions d'al). Cette valeur est à l'intérieur des valeurs de la distance de Hubble.

### Classification
Les avis diffèrent sur la classification de NGC 3952, irrégulière selon la base de données NASA/IPAC et spirale selon les autres sources consultées. HyperLeda affirme qu'il s'agit d'une spirale barrée, mais il est difficile de voir une barre dans cette galaxie sur l'image obtenue des données de l'étude SDSS. Toutes les sources s'entendent cependant sur un fait, il s'agit d'une galaxie de type magellanique.	

## Groupe de NGC 3952
Selon un article publié par A.M. Garcia en 1993, NGC 3952 est la galaxie la plus brillante d'un petit groupe de galaxies qui porte son nom. Le groupe de NGC 3952 compte quatre membres. Les trois autres galaxies du groupe sont NGC 3915 (désigné comme IC 2963 dans l'article de Garcia), UGCA 249 et MCG -1-30-43.